# Mc Browen
Daniel Alejandro Montero Montecinos, conocido artísticamente como Mc Browen (Puente Alto, 6 de octubre de 1983-La Florida, 11 de febrero de 2013) fue un cantante, productor y compositor chileno. Formaba parte del grupo Shamanes Crew desde 2004, donde compartía escenario con Sponer y Cestar.

## Biografía
Nació el 6 de octubre de 1983 en Puente Alto, Santiago. Era el menor de 3 hermanos, regalón de sus padres, un niño inquieto y extrovertido según sus familiares, comienza desde muy pequeño a incursionar en la música, demostrando su talento cuando a los 10 años se incorpora al grupo folclórico Brotes Cordilleranos, con el cual viaja y compite en distintos lugares del país y también fuera de Chile.

## Carrera musical
Sus primeros pasos como Mc Browen comienzan a mediados de 1998 junto a su primera banda llamada “Real Family” integrada por Mc Rufián y Dj Tregua, junto a quienes grabó su primera maqueta siendo ésta difundida en el underground puentealtino, causando gran aceptación en sus presentaciones en vivo. 
El año 2000 en busca de perfeccionamiento vocal forma a “Ningún Paso En Falso”, junto a Mc Hash, grabando su primer disco titulado “Solo Calidad” el cual fue difundido de forma independiente. 
Al término de este proyecto se juntan dos grandes amigos, unidos por la misma causa y vivencias compartidas en la calle. Deciden formar su grupo llamado “ Sponer v\s Browen”, dando un gran impacto y un nuevo aire musical a la escena Hip Hop Puentealtina, lanzando su disco debut llamado “Choque De Titanes”. Para confirmar su consagración, al siguiente año, deciden editar su segundo disco independiente al igual que su primer trabajo, esta vez titulado “Proyecto Dos”.
En el 2004 se une al proyecto "Shamanes", participando en la grabación de algunos temas del primer disco titulado “El Ritual”.

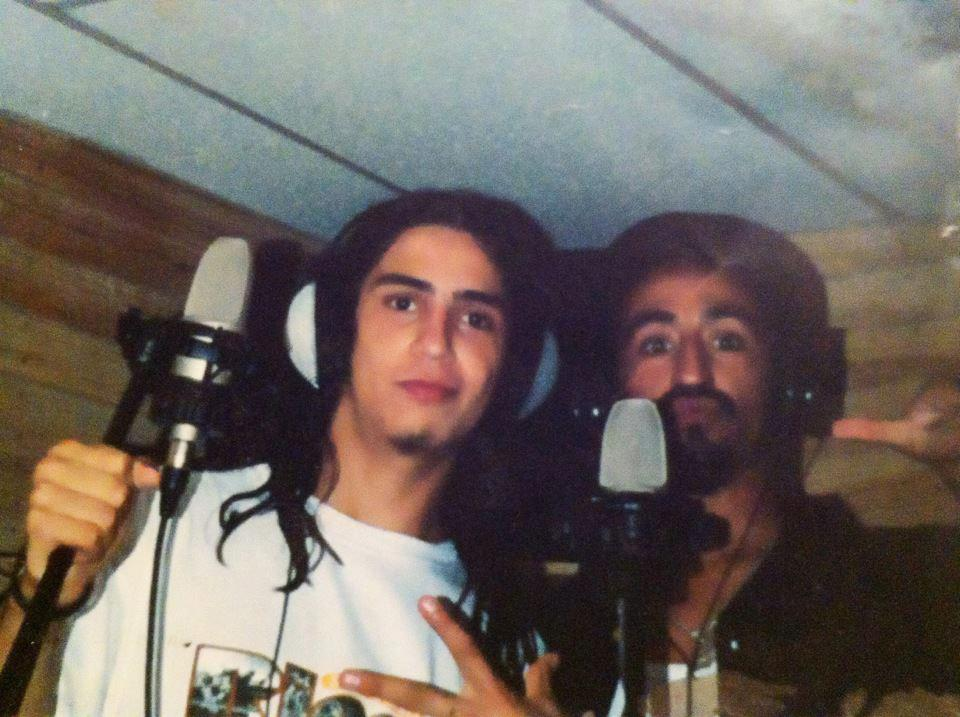
Mc Browen y Mc Cogoyo en la grabación de algunos temas de Shamanes

En el 2005 formar su siguiente grupo llamado “Manes Del Asis” junto a Elemental, graban su primer disco titulado “ El Reality“, tocando en reconocidos escenarios a lo largo y ancho de nuestro país. 
Al término de este proyecto, decide reintegrarse a sus viejos amigos Shamanes Crew, para definitivamente concentrarse a grabar el segundo disco llamado “Niños Del Barrio” el año 2007, con el cual empieza el proceso de ascenso y consolidacon del grupo en la escena musical. 
El año 2010 sorprenden con una nueva producción a la que deciden llamar "Reden zion", donde se integra Wh a la banda y comienzan a recorrer grandes e importantes escenarios nacionales.

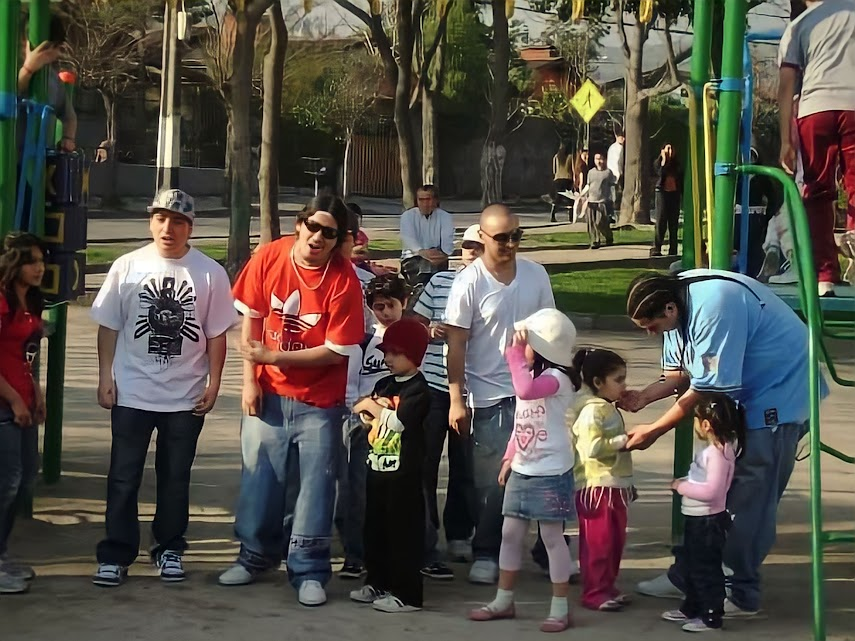
Mc Browen en la grabación de videoclip "Lejos de Ti" con Shamanes Crew

Mc Browen comienza a trabajar en su proyecto como solista junto a productores como Saok, Charlie Checkz y Efe Frans. Contando con colaboraciones de diversos artistas del medio, como Jimmy Fernandez, Movimiento Original, Negro Sambo, WH, Dinero Sucio, Keyfeel, Mr. LatinG, entre otros.
A fines del año 2012 Mc Browen lanza su single Baby Omg como adelanto de su primer disco solista, esperado para el 2013 al igual que el nuevo disco de Shamanes.
Mientras tanto y finalizando un año exitoso en el ámbito profesional, la banda es invitada a participar en la gira Teletón 2012, recorriendo todo Chile junto a bandas como Tomo Como Rey, Natalino, Sinergia, entre otros.

## Fallecimiento
Mc Browen falleció debido a un accidente automovilístico la madrugada del 11 de febrero de 2013, tras estrellar su vehículo con una palmera ubicada en la intersección del paradero 26 de Avenida La Florida con Diego Portales en Santiago de Chile.

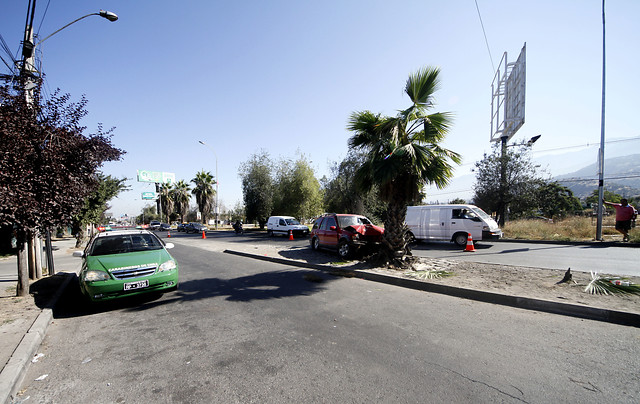
Lugar de la muerte de Mc Browen, en Avenida La Florida, comuna de La Florida.

El 12 de febrero de 2013 sus restos fueron velados en el Colegio San Esteban de Puente Alto.

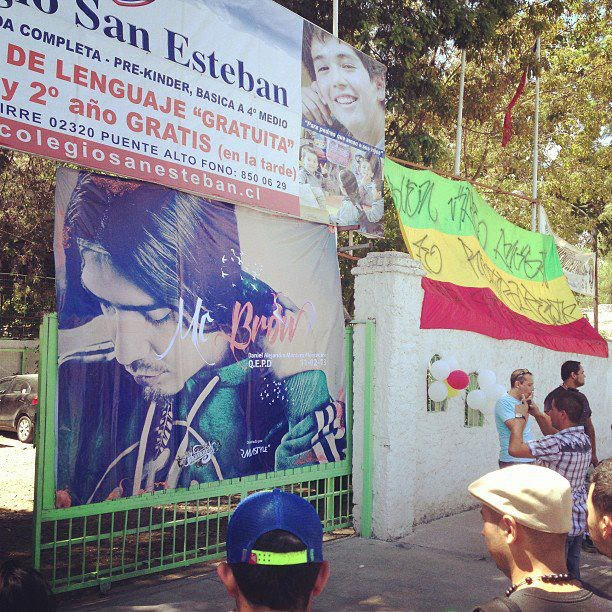
El velatorio de Mc Browen en el Colegio San Esteban de Puente Alto.

Al día siguiente, Mc Browen fue sepultado en el cementerio El Prado, Puente Alto.

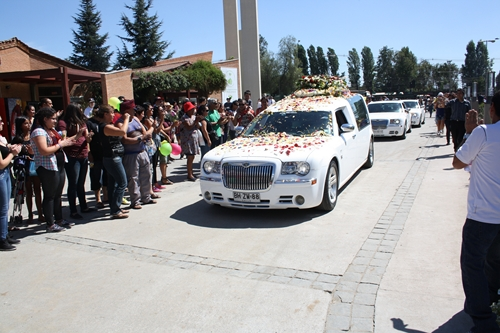
Fans despiden a Mc Browen en el cementerio El Prado, Puente Alto.

## Homenajes póstumos y legado
Durante la despedida de Mc Browen, un destacado graffitero chileno "Diego Reyne" decide homenajearlo pintando su imagen en un muro de Puente Alto, específicamente en el barrio donde el creció. Trabajando en el dia y noche, y donde logro un trabajo. Transformando este muro en un lugar de encuentro simbólico, donde cada día “11” hacen una velaton en el nombre de Mc Browen.

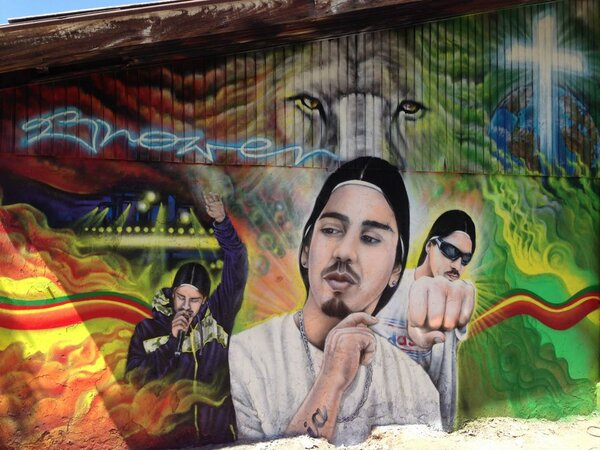
El mural de Mc Browen en Puente Alto

Tres días después del fatal accidente y durante el Festival de Antofagasta de 2013, DJ Méndez dedicó un minuto de silencio en medio de su show en honor a Montero, momento que también contó con una breve interpretación del hit "Lejos de ti" de Shamanes Crew.
En el Festival de Dichato 2013, Zalo Reyes y Shamanes Crew decidieron hacerle un homenaje a Mc Browen después de 2 semanas de su fallecimiento, tuvieron que interpretar 2 canciones "Lejos de ti" y "Prisionera" en honor al artista fallecido.
Su familia y sus amigos cercanos decidieron realizar un gran homenaje para Mc Browen, que se llevó a cabo en un evento que fue en beneficio de su familia y sus tres hijos. El evento se realizó en el Teatro Caupolican donde los compañeros cantantes, músicos y Mc’s interpretaron diversos éxitos de la historia musical de Mc Browen. 

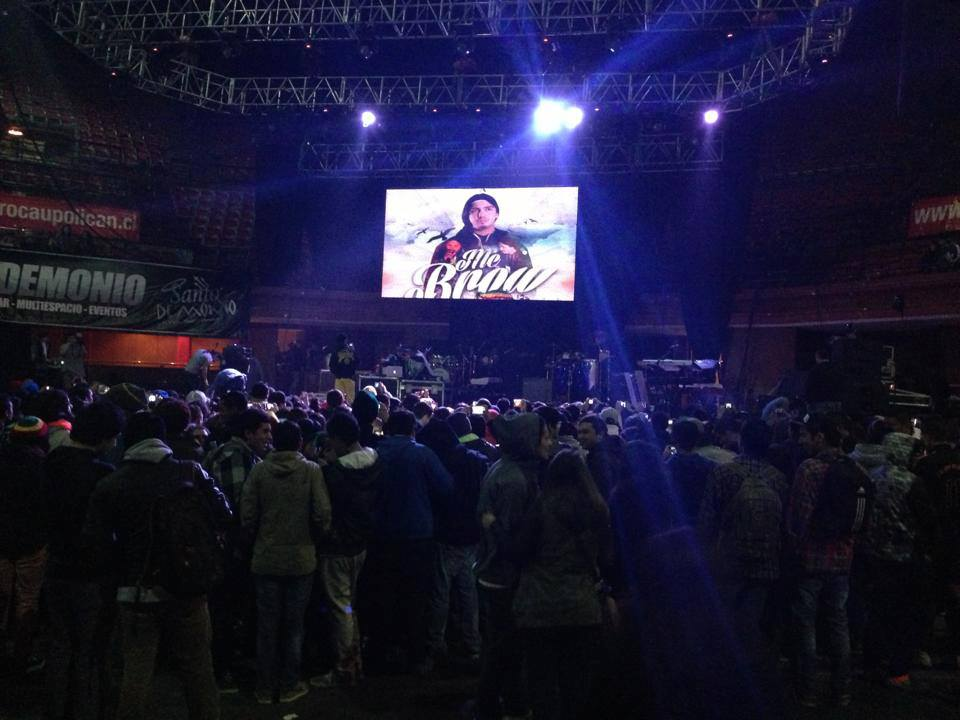
El evento "Homenaje Mc Browen" se realizó en Teatro Caupolican

El cantante dejó algunos proyectos pendientes para su disco solista antes de partir, su familia decidió lanzar el disco póstumo de Mc Browen titulado "Legado". El lanzamiento de ese mismo disco se realizó en el mural de Mc Browen y las tiendas musicales en 2015 donde estuvieron presentes algunos integrantes de Shamanes y Movimiento Original. 

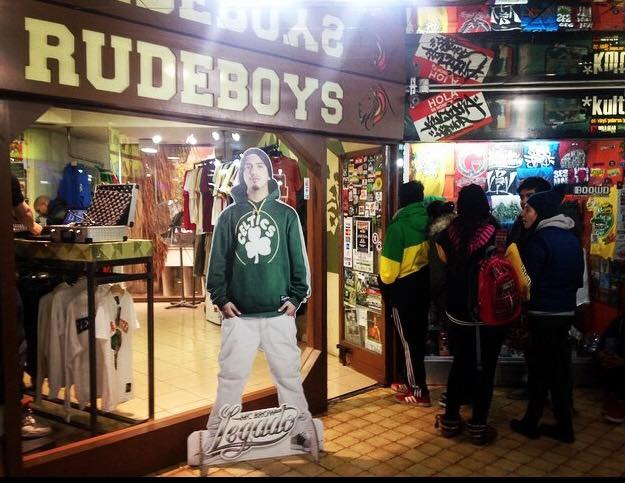
El lanzamiento del disco póstumo realizado en la tienda Rudeboys donde esta ubicada en la Galería Comercial Eurocentro, Santiago

Shamanes Crew lanzó un tema que se titulaba "Tu luz vive en mi" para dedicarle a Mc Browen en el día de su cumpleaños. 
En el Festival del Huaso de Olmué 2019, Movimiento Original se homenajeó a Mc Browen cantando la canción "Grandes Pasos".
Shamanes Crew y Pailita lanzaron el videoclip de la canción "Amor de Luto Remix" donde le dedicaron el homenaje a Mc Browen

## Discografía
- Sponer vs Browen - Choque de Titanes
- Manes del Asis - El Reality
- Shamanes Crew - Del Amor Al Odio
- Shamanes Crew - El Ritual
- Shamanes Crew - Niños De Barrio
- Shamanes Crew - Desde Chile Para El Mundo
- Shamanes Crew - Reden Zion
- Shamanes Crew - Antologia
- Mc Brow - Legado